# Mathilde de Brabant (v.1200-1267)
Pour les articles homonymes, voir Mathilde de Brabant.
Mathilde de Brabant (v.1200–22 décembre 1267), fille d'Henri Ier de Brabant et de Mathilde de Boulogne (1170-1210).

## Mariage et descendance
En 1212 à Aix-la-Chapelle, elle épouse Henri V de Brunswick, comte palatin du Rhin (mort en 1214). Le 6 décembre 1224 elle se remarie avec Florent IV de Hollande. Ils ont cinq enfants:
- Guillaume (1227–1256), comte de Hollande et roi des Romains ;
- Florent de Voogd (v.1228–1258), régent de Hollande (1256–1258) ;
- Adélaïde (v.1230–1284), régente de Hollande (1258–1263), épouse de Jean Ier d'Avesnes (1246) ;
- Marguerite (en) (1234–1276), épouse d'Herman Ier de Henneberg (1249) ;
- Mathilde.

## Source
- (en) Cet article est partiellement ou en totalité issu de l’article de Wikipédia en anglais intitulé « Matilda of Brabant, Countess of Holland » (voir la liste des auteurs).